# Rie Murakawa
Pour les articles homonymes, voir Murakawa.
Rie Murakawa (村川 梨衣, Murakawa Rie), née le 1er juin 1990 dans la Préfecture de Saitama, est une seiyū japonaise.

## Rôles

### Anime
- Dungeon ni deai o motomeru no wa machigatteiru darō ka : Tiona Hiryute
- Fairy Tail : Beth Wanderwood, Coco
- Gothic wa Mahou Otome : Ram
- Hinamatsuri : Anzu
- Hunter x Hunter : Reina
- Isekai Quartet : Ram
- Log Horizon : Pianississimo, Rieze
- Magic of Stella (en) : Shiina Murakami
- Megadimension Neptunia VII : Chuko
- My Hero Academia: Bubble girl
- Non Non Biyori : Hotaru Ichijo
- Re:Zero kara Hajimeru Isekai Seikatsu : Ram
- Rinne : Ageha
- Sōkō Musume Senki : Yui
- Star Twinkle PreCure
- Trinity Seven : Yui Kurata
- Vividred Operation (en) : Aoi Futaba
- Komi can't communicate : Osana Najimi[1]

### Jeux vidéo
- Another Eden : Melina
- Fire Emblem Echoes: Shadows of Valentia : Est
- Fire Emblem Fates : Kagero
- Fire Emblem Heroes : Est, Kagero, Ross
- The Idolm@ster Million Live! : Arisa Matsuda
- Island : Sara Garando
- Magia Record : Matsuri Hinata
- Final Fantasy XIV: Alisaie Leveilleur